# Achillea setacea
Il millefoglio setaceo (nome scientifico  Achillea setacea  Waldst. & Kit., 1802) è una specie di pianta angiosperma dicotiledone della famiglia delle Asteraceae (sottofamiglia Asteroideae, tribù Anthemideae (Eurasian grade) e sottotribù Matricariinae).

## Etimologia
Il nome del genere è stato fissato da Linneo e deriva dalla credenza che Achille avesse usato queste piante durante l'assedio di Troia (così racconta Plinio) per curare le ferite insanabili di Telefo, dietro consiglio di Venere, avendo appreso da Chirone le virtù medicinali delle stesse.. L'epiteto specifico (setaceo) significa setoloso, da seta.
Il nome scientifico della specie è stato definito dai botanici Franz de Paula Adam von Waldstein (1759-1823) e Pál Kitaibel (1757-1817) nella pubblicazione " Descriptiones et Icones Plantarum Rariorum Hungariae" ( Descr. Icon. Pl. Hung. 1: 82, t. 80) del 1802.

## Descrizione

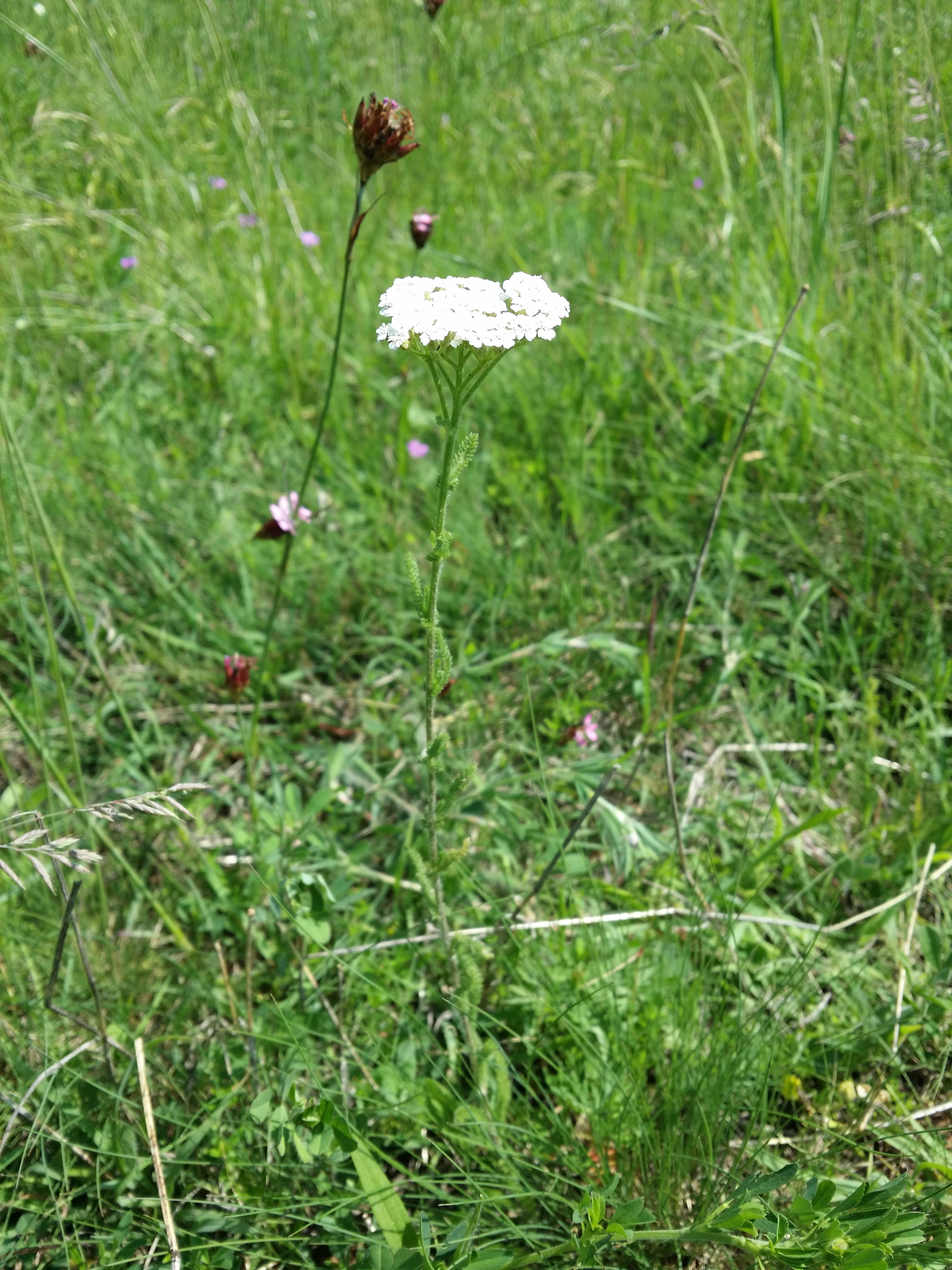
Il portamento

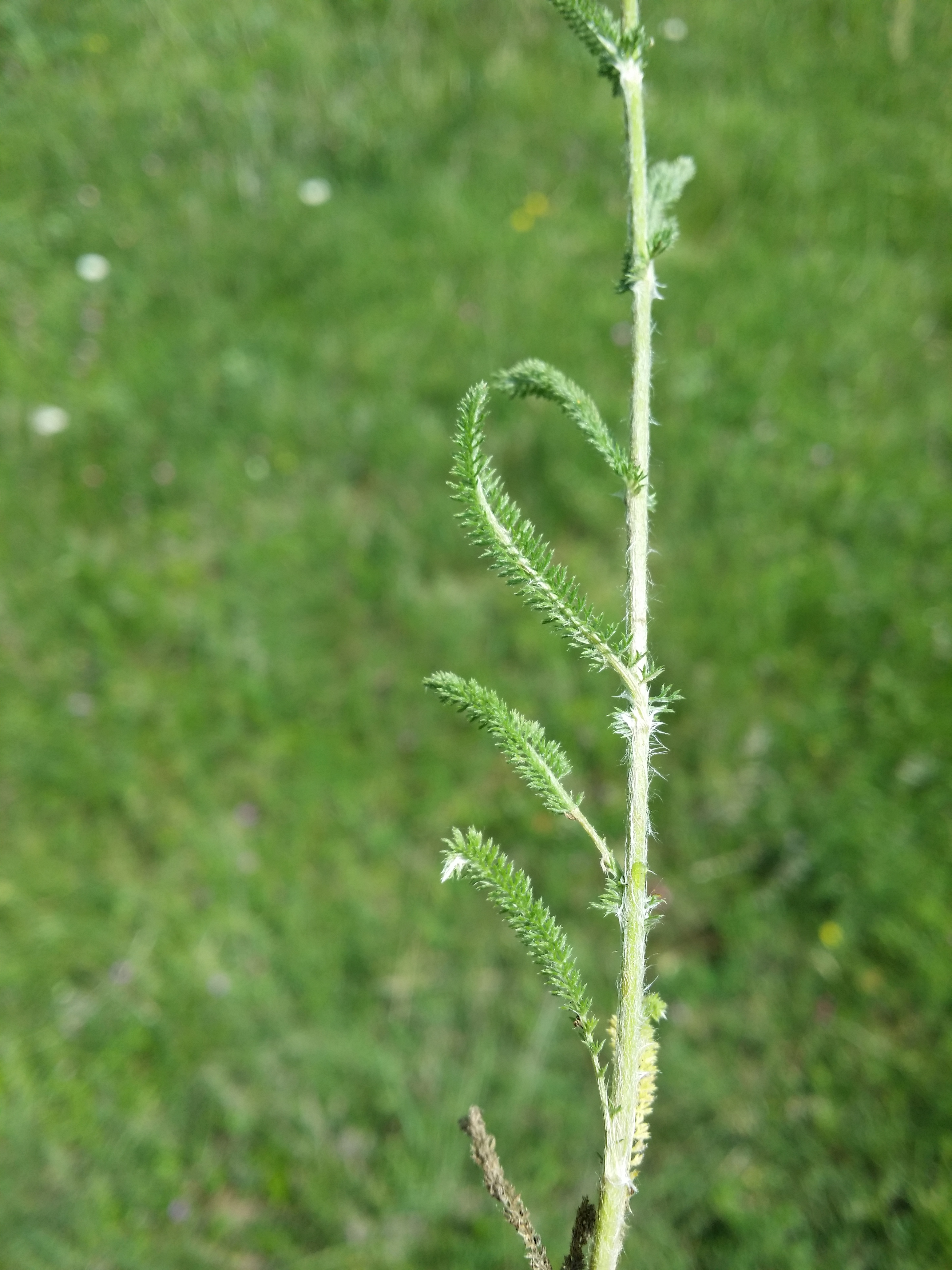
Le foglie

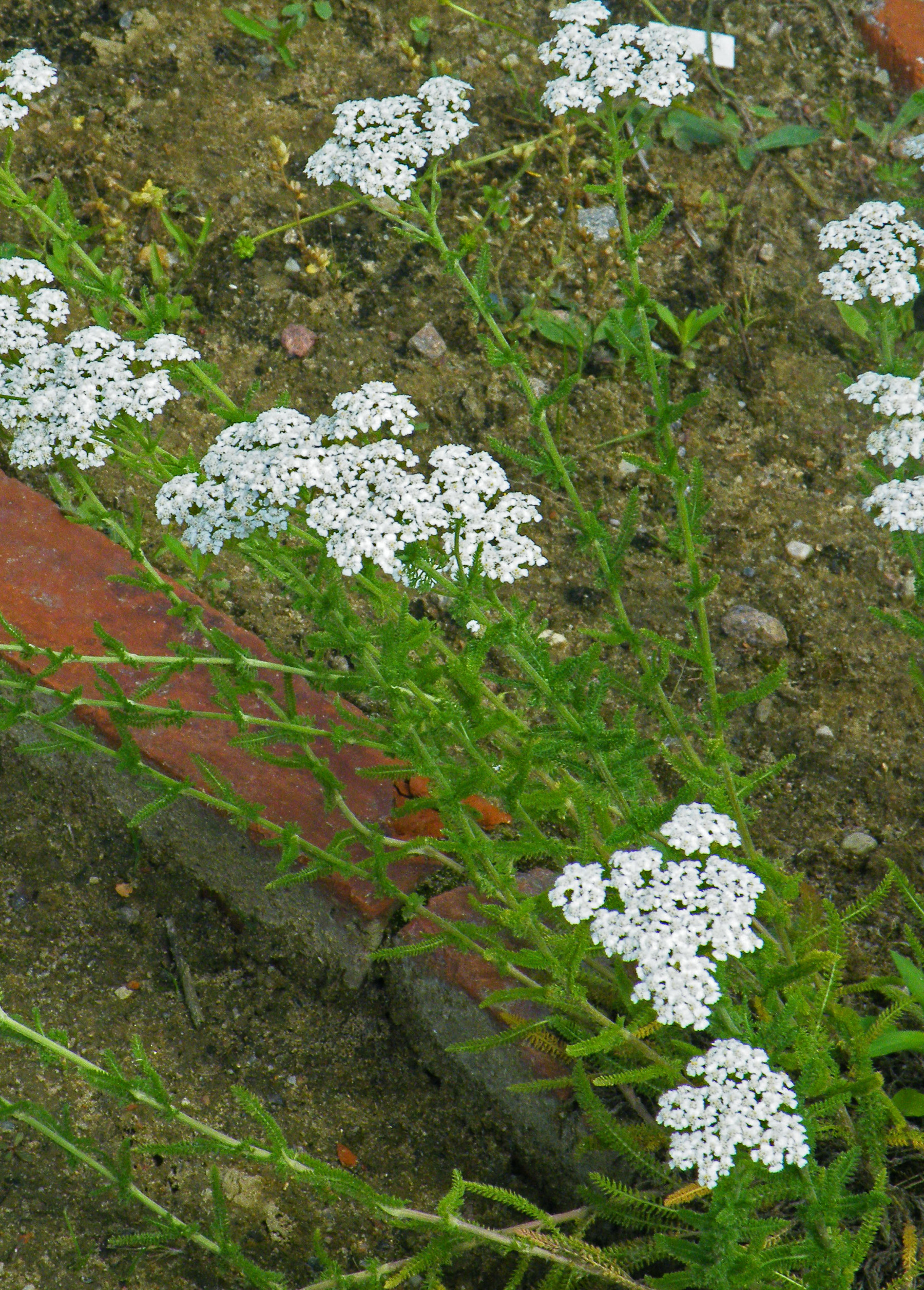
Infiorescenza

Portamento. La specie di questa voce è una pianta erbecea perenne con indumento densamente lanoso. La forma biologica è emicriptofita scaposa (H scap), ossia in generale sono piante erbacee, a ciclo biologico perenne, con gemme svernanti al livello del suolo e protette dalla lettiera o dalla neve e sono dotate di un asse fiorale eretto e spesso privo di foglie.

Fusto. I fusti ipogei sono del tipo a sottile rizoma prostrato; mentre la parte epigea è eretta, villosa, semplice o ramificata in alto. In generale l'aspetto delle piante è densamente cespitoso. Altezza della pianta: 2 - 4 dm (massimo 7 dm).
Foglie. Le foglie hanno una disposizione alterna e presentano un lieve aroma canforato. La forma è 2-3-pennatosetta con lacinie filiformi. Le foglie basali sono normalmente picciolate; mentre le foglie cauline in genere non hanno picciolo e sono ravvicinate nella parte alta ed hanno delle dimensioni minori. La lamina ha un perimetro a lati paralleli: lineare-lanceolata, raramente lineare-oblunga. Dimensione delle foglie basali: 0,4-0,8 x 7-9 cm.
Infiorescenza. Le sinflorescenze sono formate da capolini calatidi dal diametro di pochi millimetri raccolti in modo corimboso molto denso. Le infiorescenze vere e proprie sono composte da un capolino terminale peduncolato di tipo radiato. I capolini sono formati da un involucro, con forme strettamente oblunghe o ovoidi-oblunghe, composto da diverse brattee, al cui interno un ricettacolo fa da base ai fiori di due tipi: fiori del raggio e fiori del disco. Le brattee, colorate di verde giallastro, con una nervatura mediana verdastra, superficie pelosa abassialmente e brunastra, con forme convesse da oblungo-ovate a oblunghe, apice un po' acuto o ottuso, scariose e scure ai margini, sono disposte in modo più o meno embricato su più serie (da 2 a 3). Il ricettacolo è piatto, ed è provvisto di pagliette trasparenti a protezione della base dei fiori. Diametro sinflorescenza: 2,5 -7 cm. Diametro dei capolini: 4-4,5 × 2-2,5 mm. Dimensione delle brattee: 2-4 × 0,8-1,2 mm.
Fiori.  I fiori sono tetra-ciclici (formati cioè da 4 verticilli: calice – corolla – androceo – gineceo) e pentameri (calice e corolla formati da 5 elementi). Si distinguono in:
- fiori del raggio (esterni): più o meno 5 per capolino, sono femminili, fertili e sono disposti su una serie; la forma è ligulata (zigomorfa); a volte possono mancare o essere sterili;
- fiori del disco (centrali): sono più numerosi con forme brevemente tubulose (attinomorfe); sono ermafroditi e fertili.

- Formula fiorale:

*/x K {\displaystyle \infty }, [C (5), A (5)], G 2 (infero), achenio
- Calice: i sepali del calice sono ridotti ad una coroncina di squame.

- Corolla:

- fiori del raggio: la forma della corolla alla base è piatta/tubulosa, mentre all'apice è ligulata; la ligula può terminare con 3 denti/lobi; il colore è bianco; le ligule sporgono di 0,8-1,3 mm;
- fiori del disco: la forma della corolla è tubulare bruscamente divaricata in 5 lobi ed è lievemente zigomorfa in quanto due lobi sono più larghi degli altri; i lobi, patenti o eretti, hanno una forma deltata; il colore è giallo.

- Androceo: l'androceo è formato da 5 stami (alternati ai lobi della corolla) sorretti da filamenti generalmente liberi con un collare a forma di balaustra; gli stami sono connati e formano un manicotto circondante lo stilo. Le antere possono essere sia di tipo basifissa che medifissa (ossia attaccate al filamento per la base – nel primo caso; oppure in un punto intermedio – nel secondo caso).[15] Questa caratteristica ha valore tassonomico in quanto distingue i generi gli uni dagli altri. Il tessuto endoteciale (rivestimento interno dell'antera) non è polarizzato. Il polline è sferico con un diametro medio di circa 25 micron;  è tricolporato (con tre aperture sia di tipo a fessura che tipo isodiametrica o poro) ed è echinato (con punte sporgenti).

- Gineceo: l'ovario è infero uniloculare formato da 2 carpelli. Lo stilo (il recettore del polline) è profondamente bifido (con due stigmi divergenti) e con le linee stigmatiche marginali separate o contigue. I due bracci dello stilo hanno una forma troncata e possono essere papillosi o ricoperti da ciuffi di peli.

- Antesi: da giugno a ottobre.

Frutti. I frutti sono degli acheni privi di pappo. La forma è oblunga-cuneata dorsoventralmente compressa con 2 coste laterali e raramente con una addizionale costa adassiale. L'apice è arrotondato. Il pericarpo può possedere alcune cellule mucillaginifere con o senza sacche longitudinali di resina.

## Biologia
Impollinazione: tramite insetti (impollinazione entomogama tramite farfalle diurne e notturne).

Riproduzione: la fecondazione avviene fondamentalmente tramite l'impollinazione dei fiori.

Dispersione: i semi cadono a terra e vengono dispersi soprattutto da insetti come formiche (disseminazione mirmecoria). Un altro tipo di dispersione è zoocoria: gli uncini delle brattee dell'involucro (se presenti) si agganciano ai peli degli animali di passaggio che portano così i semi anche su lunghe distanze. Inoltre per merito del pappo (se presente) il vento può trasportare i semi anche per alcuni chilometri (disseminazione anemocora).

## Distribuzione e habitat

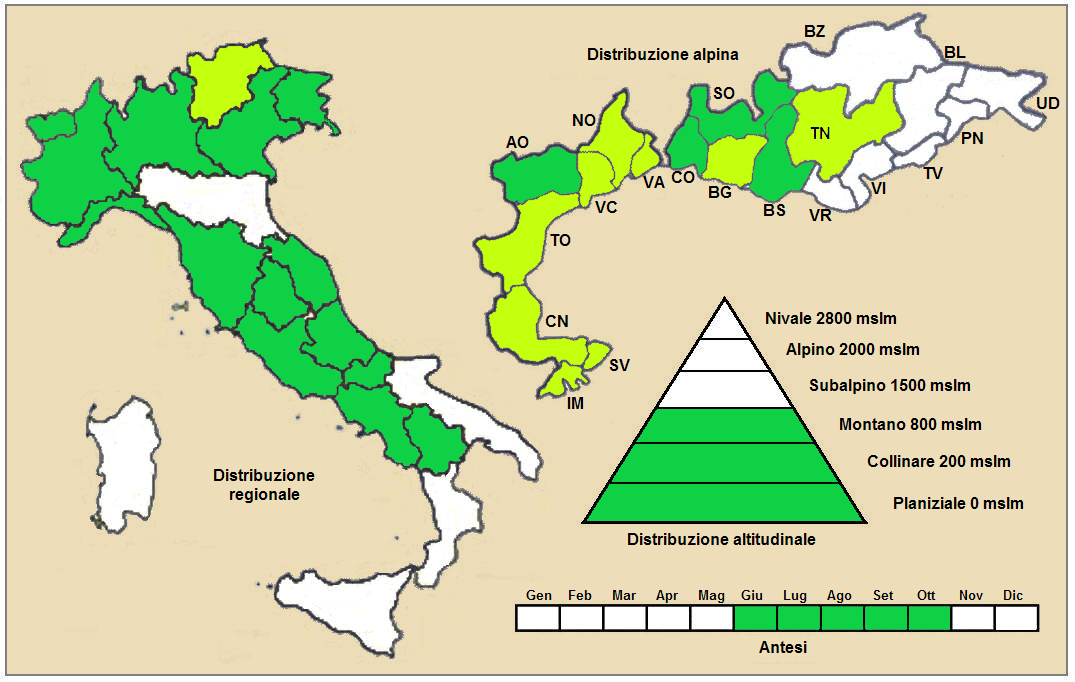
Distribuzione della pianta (Distribuzione regionale – Distribuzione alpina)

Geoelemento: il tipo corologico (area di origine) è  Sud Est Europeo.

Distribuzione: in Italia questa specie si trova raramente nelle Alpi e Appennini. Fuori dall'Italia, sempre nelle Alpi, questa specie si trova in Francia, Svizzera e Austria. Sugli altri rilievi collegati alle Alpi è presente nei Monti Balcani e Carpazi. Altrove si trova in Europa orientale e in Asia con discontinuità.

Habitat: l'habitat tipico per queste piante sono i pendii aridi e i pascoli stepposi su substrati poveri di calcare. Il substrato preferito è calcareo ma anche siliceo con pH basico, bassi valori nutrizionali del terreno che deve essere arido. 

Distribuzione altitudinale: sui rilievi alpini, in Italia, queste piante si possono trovare fino a 1200 m s.l.m. (2400 m s.l.m. in Asia); nelle Alpi frequentano quindi i seguenti piani vegetazionali: collinare, montano (oltre a quello planiziale). 

## Fitosociologia

### Areale alpino
Dal punto di vista fitosociologico alpino la specie di questa voce appartiene alla seguente comunità vegetale:
Classe: Festuco-Brometea
Ordine: Festucetalia valesiacae.

### Areale italiano
Per l'areale completo italiano A. setacea appartiene alla seguente comunità vegetale:
Macrotipologia: vegetazione delle praterie
Classe: Festuco valesiacae-brometea erecti Br.-Bl. & Tüxen ex Br.-Bl., 1949
Ordine: Festucetalia valesiacae Br.-Bl. & Tüxen ex Br.-Bl., 1949
Alleanza: Festucion valesiacae Klika, 1931
Descrizione: l'alleanza Festucion valesiacae è relativa alle praterie steppiche continentali che crescono sui versanti esposti a sud nelle aree più calde ed aride dell’Europa centrale e delle Alpi. Le specie dominanti per questa alleanza sono quelle dei generi Festuca e Stipa. I suoli preferiti sono quelli calcarei. La distribuzione di questo gruppo è relativa alle regioni (sub-) continentali dell’Europa centrale e orientale. In Italia si rinviene nei settori più caldi delle Alpi.
Alcune specie presenti nell'associazione: Achillea setacea, Artemisia campestris, Asperula cynanchica, Carex humilis, Centaurea stoebe, Dianthus carthusianorum, Eryngium campestre, Euphorbia cyparissias, Festuca rupicola, Festuca valesiaca, Iris pumila, Koeleria macrantha, Potentilla arenaria, Stipa capillata, Stipa pulcherrima e Thymus pannonicus.

## Sistematica
La famiglia di appartenenza di questa voce (Asteraceae o Compositae, nomen conservandum) probabilmente originaria del Sud America, è la più numerosa del mondo vegetale, comprende oltre 23.000 specie distribuite su 1.535 generi, oppure 22.750 specie e 1.530 generi secondo altre fonti (una delle checklist più aggiornata elenca fino a 1.679 generi). La famiglia attualmente (2021) è divisa in 16 sottofamiglie; la sottofamiglia Asteroideae è una di queste e rappresenta l'evoluzione più recente di tutta la famiglia.

### Filogenesi
Il gruppo di questa voce è descritto nella tribù Anthemideae, una delle 21 tribù della sottofamiglia Asteroideae). In base alle ultime ricerche nella tribù sono stati individuati (provvisoriamente) 4 principali lignaggi (o cladi): "Southern hemisphere grade", "Asian-southern African grade", "Eurasian grade" e "Mediterranean clade". Il genere Achillea (insieme alla sottotribù Matricariinae) è incluso nel clade Eurasian grade.
Il genere Achillea contiene oltre un centinaio di specie per cui è stato suddiviso in 5 sezioni. La specie di questa voce fa parte della sezione Achillea.
Nella "Flora d'Italia" le specie spontanee di Achillea sono suddivise in due sottogeneri, 7 sezioni e alcuni aggregati e complessi.  A. setacea appartiene alla sesta sezione; in particolare è inclusa nel "Complesso di Achillea millefolium" caratterizzato da erbe perenni aromatiche con fusti alti 2 - 10 cm, da rizomi orizzontali e stoloni, la pelosità è sparsa, le foglie sono a contorno lanceolato e le foglie cauline sono 4 - 8 volte più lunghe che larghe, i corimbi sono ampi, i capolini hanno involucri ovoidi, le brattee hanno margini membranosi chiari e la corolla è bianca/rosea.
Da analisi di tipo citogenetico in questo gruppo si sono individuate delle specie abbastanza simili tra loro ma distinte da caratteri sufficientemente stabili. La loro origine probabilmente va ricercata in alcune specie diploidi che per successive ibridazioni sono derivati esemplari tetraploidi ed esaploidi meno costanti e ulteriormente collegati per via ibridogena.
I caratteri distintivi della specie  Achillea setacea sono:
- le lacinie delle foglie sono filiformi;
- le foglie nella parte alta del fusto sono ravvicinate;
- il capolino è piccolo.

Il numero cromosomico delle specie di questa voce è: 2n = 18 (diploide), 36.

### Sinonimi
Sono elencati alcuni sinonimi per questa entità:
- Achillea millefolium var. setacea (Waldst. & Kit.) Lej.
- Achillea capillaris  Poir.
- Achillea collina  Schur ex Nyman
- Achillea crustata  (Rochel) Schur
- Achillea fililoba  Freyn
- Achillea kummerleana  Prodan
- Achillea millefolium var. crustata Rochel
- Achillea multifida  Spruner ex Nyman
- Achillea salina  Schur
- Achillea setacea subsp. dolopica  Freyn & Sint.
- Achillea setacea f. dolopica  (Freyn & Sint.) Hayek
- Achillea setacea var. filifolia  Boiss.
- Achillea setacea f. ramosa  Dabrowska
- Millefolium setaceum  Fourr.